# Florent Caelen
Pour les articles homonymes, voir Caelen.
Florent Caelen, né le 1er mars 1989, est un coureur de fond belge.
Il a terminé 44e du marathon aux Jeux olympiques d'été de 2016.